# Ctenus
Ctenus este un gen de păianjeni din familia Ctenidae.

## Specii[1]
- Ctenus abditus
- Ctenus acanthoctenoides
- Ctenus adustus
- Ctenus agroecoides
- Ctenus albofasciatus
- Ctenus alienus
- Ctenus amanensis
- Ctenus amphora
- Ctenus anahitaeformis
- Ctenus anahitiformis
- Ctenus andamanensis
- Ctenus angigitanus
- Ctenus angularis
- Ctenus anisitsi
- Ctenus argentipes
- Ctenus aruanus
- Ctenus atrivulvus
- Ctenus auricomus
- Ctenus avidus
- Ctenus bahamensis
- Ctenus bantaengi
- Ctenus barbatus
- Ctenus beerwaldi
- Ctenus bicolor
- Ctenus bicostatus
- Ctenus bigibbosus
- Ctenus bilobatus
- Ctenus biprocessis
- Ctenus birabeni
- Ctenus blumenauensis
- Ctenus bolivicola
- Ctenus bomdilaensis
- Ctenus bowonglangi
- Ctenus brevipes
- Ctenus brevitarsus
- Ctenus bueanus
- Ctenus bulimus
- Ctenus calcaratus
- Ctenus calcarifer
- Ctenus calderitas
- Ctenus caligineus
- Ctenus calzada
- Ctenus captiosus
- Ctenus capulinus
- Ctenus cavaticus
- Ctenus celebensis
- Ctenus celisi
- Ctenus ceylonensis
- Ctenus clariventris
- Ctenus coccineipes
- Ctenus cochinensis
- Ctenus colombianus
- Ctenus colonicus
- Ctenus complicatus
- Ctenus constrictus
- Ctenus convexus
- Ctenus corniger
- Ctenus coxanus
- Ctenus cruciatus
- Ctenus crulsi
- Ctenus curvipes
- Ctenus dangsus
- Ctenus darlingtoni
- Ctenus datus
- Ctenus decemnotatus
- Ctenus decorus
- Ctenus denticulatus
- Ctenus dilucidus
- Ctenus doloensis
- Ctenus drassoides
- Ctenus dreyeri
- Ctenus dubius
- Ctenus efferatus
- Ctenus elgonensis
- Ctenus ellacomei
- Ctenus embolus
- Ctenus eminens
- Ctenus ensiger
- Ctenus erythrochelis
- Ctenus esculentus
- Ctenus excavatus
- Ctenus exlineae
- Ctenus facetus
- Ctenus falcatus
- Ctenus falciformis
- Ctenus falconensis
- Ctenus fallax
- Ctenus fasciatus
- Ctenus feai
- Ctenus fernandae
- Ctenus feshius
- Ctenus flavidus
- Ctenus floweri
- Ctenus fulvipes
- Ctenus fungifer
- Ctenus griseolus
- Ctenus griseus
- Ctenus guadalupei
- Ctenus guantanamo
- Ctenus gulosus
- Ctenus haina
- Ctenus haitiensis
- Ctenus herteli
- Ctenus hibernalis
- Ctenus hiemalis
- Ctenus himalayensis
- Ctenus holmi
- Ctenus hosei
- Ctenus humilis
- Ctenus hygrophilus
- Ctenus idjwiensis
- Ctenus inaja
- Ctenus inazensis
- Ctenus incolans
- Ctenus indicus
- Ctenus insulanus
- Ctenus isolatus
- Ctenus itatiayaeformis
- Ctenus jaminauensis
- Ctenus jaragua
- Ctenus javanus
- Ctenus jucundus
- Ctenus kapuri
- Ctenus karschi
- Ctenus kenyamontanus
- Ctenus kingsleyi
- Ctenus kipatimus
- Ctenus kochi
- Ctenus lacertus
- Ctenus latitabundus
- Ctenus lejeunei
- Ctenus leonardi
- Ctenus levipes
- Ctenus longicalcar
- Ctenus longipes
- Ctenus lubwensis
- Ctenus macellarius
- Ctenus maculatus
- Ctenus maculisternis
- Ctenus magnificus
- Ctenus malvernensis
- Ctenus manauara
- Ctenus manni
- Ctenus marginatus
- Ctenus medius
- Ctenus meghalayaensis
- Ctenus mentor
- Ctenus minimus
- Ctenus minor
- Ctenus minusculus
- Ctenus mirificus
- Ctenus miserabilis
- Ctenus mitchelli
- Ctenus modestus
- Ctenus monticola
- Ctenus mourei
- Ctenus musosanus
- Ctenus naranjo
- Ctenus narashinhai
- Ctenus nigritarsis
- Ctenus nigritus
- Ctenus nigrolineatus
- Ctenus nigromaculatus
- Ctenus noctuabundus
- Ctenus obscurus
- Ctenus occidentalis
- Ctenus oligochronius
- Ctenus ornatus
- Ctenus ottleyi
- Ctenus palembangensis
- Ctenus paranus
- Ctenus parvoculatus
- Ctenus parvus
- Ctenus paubrasil
- Ctenus pauloterrai
- Ctenus pauper
- Ctenus peregrinus
- Ctenus pergulanus
- Ctenus periculosus
- Ctenus philippinensis
- Ctenus pilosus
- Ctenus pogonias
- Ctenus polli
- Ctenus potteri
- Ctenus pulchriventris
- Ctenus pulvinatus
- Ctenus quinquevittatus
- Ctenus racenisi
- Ctenus ramosi
- Ctenus ramosus
- Ctenus ravidus
- Ctenus rectipes
- Ctenus renivulvatus
- Ctenus rivulatus
- Ctenus robustus
- Ctenus rubripes
- Ctenus rufisternis
- Ctenus rwandanus
- Ctenus sagittatus
- Ctenus saltensis
- Ctenus sanguineus
- Ctenus sarawakensis
- Ctenus satanas
- Ctenus scenicus
- Ctenus schneideri
- Ctenus semiornatus
- Ctenus serratipes
- Ctenus serrichelis
- Ctenus sexmaculatus
- Ctenus siankaan
- Ctenus sikkimensis
- Ctenus silvaticus
- Ctenus similis
- Ctenus simplex
- Ctenus sinuatipes
- Ctenus smythiesi
- Ctenus somaliensis
- Ctenus spectabilis
- Ctenus spiculus
- Ctenus spiralis
- Ctenus supinus
- Ctenus taeniatus
- Ctenus tamerlani
- Ctenus taperae
- Ctenus tarsalis
- Ctenus tatarendensis
- Ctenus tenuipes
- Ctenus thorelli
- Ctenus transvaalensis
- Ctenus trinidensis
- Ctenus tumidulus
- Ctenus tuniensis
- Ctenus uluguruensis
- Ctenus undulatus
- Ctenus unilineatus
- Ctenus vagus
- Ctenus walckenaeri
- Ctenus validus
- Ctenus valverdiensis
- Ctenus valvularis
- Ctenus vatovae
- Ctenus vehemens
- Ctenus velox
- Ctenus vernalis
- Ctenus vespertilio
- Ctenus villasboasi
- Ctenus vividus
- Ctenus w-notatus
- Ctenus yaeyamensis